# Glendale, Missouri
Glendale är en ort i St. Louis County i delstaten Missouri, USA.